# Pineda Trasmonte
Pineda Trasmonte est une commune d'Espagne dans la communauté autonome de Castille-et-León, province de Burgos. Elle s'étend sur 28,17 km2 et comptait environ 142 habitants en 2011.